# Belle's Magical World
Belle's Magical World (bra: O Mundo Mágico de Bela; prt: O Mundo Mágico da Bela) é um filme de 1998 lançado diretamente em vídeo, distribuído pela Walt Disney Home Video. O filme consiste em 3 segmentos: A Palavra Perfeita, A Folia de Fifi e A Asa Quebrada. Foi lançada nos EUA em fevereiro de 2003 uma edição especial do filme, incluindo um novo segmento: A Festa de Madame Samovar, dando ao filme 22 minutos extras.

## História
A Bela e a Fera (no original em francês: *La Belle et la Bête*) é um conto de fadas tradicional europeu. Na história, Bela é uma jovem francesa que vive em uma aldeia no interior com seu pai Maurice. Ambos são considerados forasteiros pela comunidade local. Durante uma viagem, Maurice se perde na floresta e encontra um castelo encantado, onde é feito prisioneiro pela Fera, uma criatura monstruosa e aparentemente impiedosa.
A Fera é, na verdade, um príncipe que foi amaldiçoado por uma feiticeira que se disfarçou de velha mendiga. Quando o príncipe negou abrigo à mendiga em uma noite de neve, ela o transformou em uma criatura monstruosa. Para quebrar o feitiço, o príncipe precisaria aprender a amar e ser amado por alguém antes que uma determinada rosa mágica perdesse sua última pétala.
Ao descobrir o aprisionamento de seu pai, Bela vai ao castelo e oferece-se para ficar em seu lugar. No castelo encantado, ela encontra não apenas a Fera, mas também os antigos criados do príncipe, que foram transformados em objetos animados. Enquanto convive com a Fera, Bela ensina importantes lições sobre compaixão e amor, tanto para a criatura quanto para si mesma, enquanto seus novos amigos encantados tentam alegrar o ambiente sombrio do castelo.

## Episódios

### A Palavra Perfeita
Uma ocasião especial no castelo encantado está prestes a acontecer: a Bela e a Fera jantaram juntos! Os objetos encantados, criados da Fera planejaram um jantar perfeito, e rezavam para que funcionasse, mas com certeza não seria tão perfeito assim. Antes de começar o jantar, Lumière, o candelabro maitre d'castelo, naturalmente aconselha seu amo há comportar-se como um cortês cavalheiro. Acompanhada por Horloge, o relógio e mordomo, Bela vai para a sala de jantar e no caminho conhece Webster, um inteligente dicionário que a acompanha a sala de jantar também. No jantar, Lumière zanga-se com a doce Luminária, porque supõe que esta queira iluminar mais que ele. Já Bela discute seriamente com Fera quando ele é egoísta e abre a janela quando está nevando e seus criados estão com frio. Como nenhum deles pedirá desculpas antes do outro pedir, Webster e seus dois amigos, La Plume, a pena e Papie, uma pilha de papéis falsificam uma carta de desculpas em nome de seu amo, para Bela pedir desculpas. Madame Samovar, o bule de chá e governanta do castelo descobre a falsificação, mas como acha que eles estão bem intecionados não conta a seu amo ou a Bela. Bela pede desculpas a Fera e eles divertem-se, Fera até comporta-se como um cavalheiro, mas eles descobrem a falsificação da carta. Ao descobrir os responsáveis pela falsificação ele os expulsa de seu castelo eternamente. O trio exilado decide ir à cidade, mas acabam sem querer retornando ao castelo. Bela e M.Samovar, que estavam sentindo-se tristes e culpadas, alegram-se em rever os bem intencionados amigos. Fera, ao ver a bondade de Bela e as boas intenções de seus criados, pede perdão a todos. Após isto Webster conclui que a palavra perfeita é perdão. O segmento termina cantando "A Voz do Coração".

### A Loucura de Fifi
Fifi é uma das criadas de limpeza transformadas em espanadores, ela também é a namorada de Lumière. Na manhã seguinte, será o 5º aniversário do 1º encontro do casal, e Fifi conta a Bela que tem absoluta certeza que Lumière planejou uma surpresa especial, mas a verdade é que o candelabro tinha esquecido da data.

### A Asa Quebrada
Um passarinho quebra sua asa, e Bela começa a cuidar dele. A Fera se encanta com sua melodia e tenta prender o passarinho para que ele possa cantar todos os dias de sua vida.

## Lançamento
| País           | Data de Lançamento      | Título                   |
| -------------- | ----------------------- | ------------------------ |
| Estados Unidos | 16 de fevereiro de 1998 | Belle's Magical World    |
| Canadá         | 16 de fevereiro de 1998 | Belle's Magical World    |
| Brasil         | 21 de julho de 1999     | O Mundo Mágico de Bela   |
| Japão          | 17 de setembro de 1999  | ベルの魔法の世界         |
| Alemanha       | 3 de fevereiro de 2000  | Belles zauberhafte Welt  |
| Islândia       | 27 de abril de 2000     | Galdrastafir Belle World |